# 고도촌 (야마구치현)
고도촌(向道村)은 야마구치현 쓰노군에 설치되었던 촌이다. 1955년 10월 1일 도쿠야마시에 편입합병되고 폐지되었다.